# Uwe Preuss

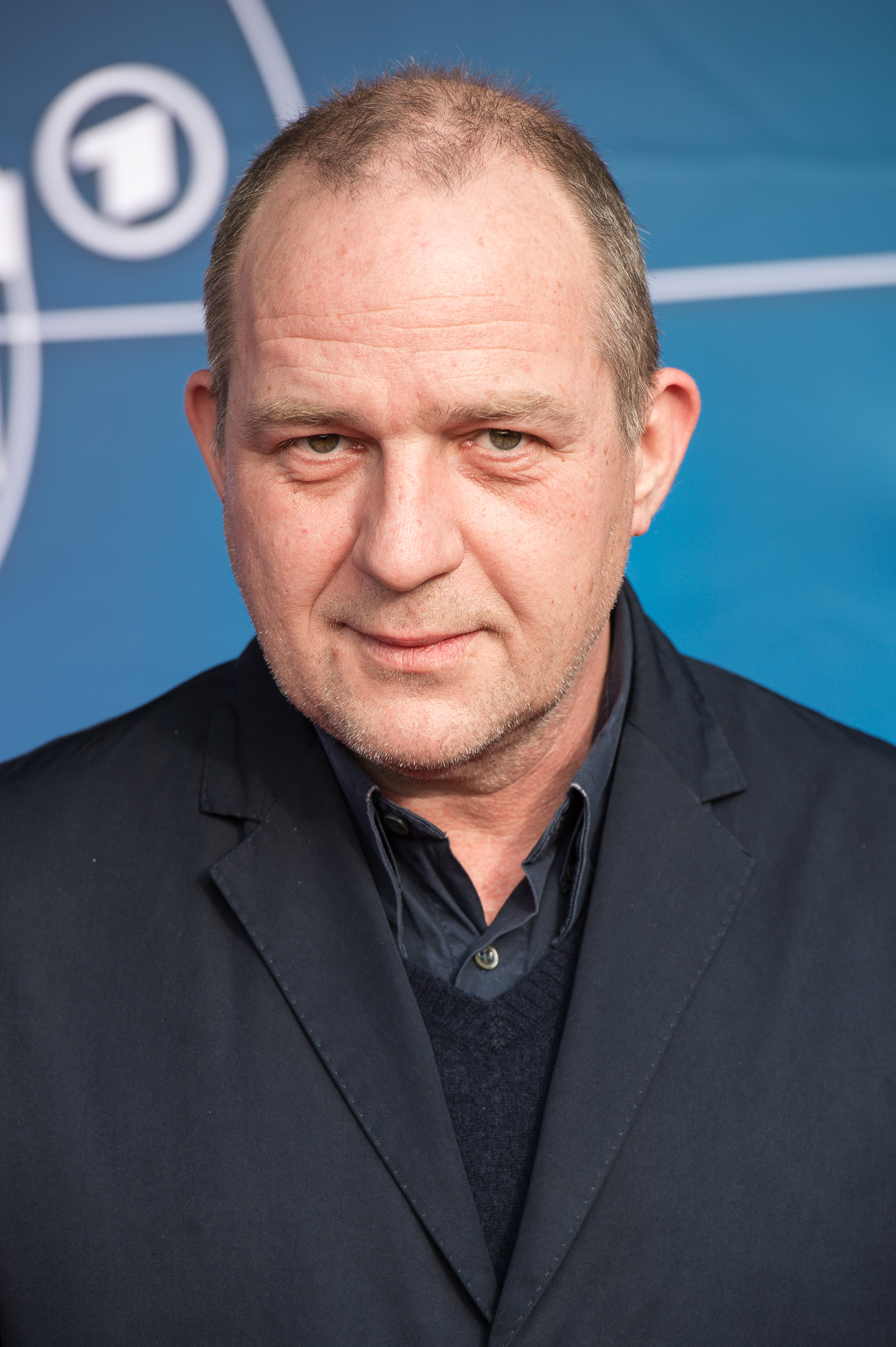
Uwe Preuss en 2015

Uwe Preuss (*1961 en Dresde) es un actor y escritor alemán.

## Vida
Uwe Preuss pasó su infancia en São Paulo, Brasil, donde su padre trabajaba como ingeniero. De regreso en la RDA, Preuss aprendió el oficio de comerciante industrial. En 1984, presentó una solicitud para emigrar. En 1985 logró emigrar y se trasladó a Berlín Occidental para estudiar actuación (1986 a 1990) en la Universidad de las Artes de Berlín. En febrero de 1986 viajó clandestinamente con una amiga desde Praga a Dresde para asistir a la fiesta de carnaval de HfBK.
Desde 1992, Preuss estuvo comprometido con el Teatro Estatal de Dresde y desde 1995 con el Berliner Ensemble. Desde 2005 trabaja como actor independiente en cine, televisión, teatro y obras de radio. Ha tenido apariciones como invitado en la Schaubühne am Lehniner Platz, el Maxim-Gorki-Theater y la Volksbühne Berlin.
Sus roles televisivos más conocidos son "Henning Röder", el jefe de la Comisión de Homicidios de Rostock y supervisor de los investigadores Bukow y König en Polizeiruf 110, y "Markus Fuchs" en la serie Deutschland.
En 2020, se publicó su debut literario Katzensprung en S. Fischer Verlag.
Preuss vive en Wandlitz, cerca de Berlín.

## Obras radiofónicas
- 1989: Matthias Zschokke: Brut – Director: Jörg Jannings (Radioteatro – RIAS)
- 1989: Oskar Sala, Maestro del Trautonium – Director: Ursula Weck (Radioteatro – Sender Freies Berlin)
- 1991: Christoph Twickel: Los Vulcanistas – Director: Christiane Ohaus (Radioteatro – RIAS)
- 1996: Stefan Amzoll: Yo soy el ojo – Director: Wolfgang Rindfleisch (Radioteatro – Deutschlandradio)
- 2001: Tom Peukert: La cabeza más cara del mundo – Director: Beate Andres (Radioteatro – Sender Freies Berlin)
- 2001: Michael Koser: Cine Negro – Director: Beate Andres (Radioteatro de misterio – Deutschlandradio)
- 2003: Bill Moody: Mano Solitaria – Director: Bärbel Jarchow-Frey (Radioteatro de misterio – Deutschlandradio)
- 2016: John Dos Passos: Manhattan Transfer – Director: Leonhard Koppelmann (Serie de radioteatro – Südwestrundfunk / Deutschlandradio)
- 2018: Katja Röder: En el Reino de Alemania, ARD Radio Crimen – Director: Alexander Schuhmacher (Radioteatro de misterio – Südwestrundfunk)
- 2019: Dope – Texto y dirección: Tim Staffel (Serie de radioteatro – Rundfunk Berlin-Brandenburg)
- 2019: Tom Peukert: Los Años de Oro y Hielo – Director: Wolfgang Rindfleisch (Serie de radioteatro – Rundfunk Berlin-Brandenburg)
- 2020: Viviane Koppelmann: La Belle – Terror en la Pista de Baile – Director: Eva Solloch (Radioteatro – Deutschlandfunk Kultur)
- 2020: Tinnitus – Texto y dirección: Max Benyo (Serie de radioteatro – Audible / Lauscherlounge)
- 2021: Robin Polák: Defecto – Director: Johannes Schroeder (Serie de radioteatro – FYEO Original / CZAR)
- 2021: Anthony Khaseria: El Flautista de Hamelín – Director: Steffen Wilhelm (Serie de radioteatro – Audible Original)